# Perlinis
Els perlinis (Perlini) són una tribu de plecòpters dins la subfamília Perlinae.

## Gèneres
- Agnetina
- Paragnetina